# Мельниченко, Олег Владимирович
Оле́г Влади́мирович Мельниче́нко (род. 21 мая 1973, Пенза) — российский государственный и политический деятель. Губернатор Пензенской области с 28 сентября 2021 (врио 26 марта — 28 сентября 2021). Секретарь Пензенского регионального отделения партии «Единая Россия» с 7 июня 2021. Член Генерального совета партии «Единая Россия». Член Государственного Совета Российской Федерации. Из-за поддержки вторжения России на Украину и причастности к незаконной депортации украинских детей находится под санкциями всех стран Евросоюза, Украины, Швейцарии и США.

## Биография
Олег Владимирович Мельниченко родился 21 мая 1973 года в Пензе.
В 1992 году — окончил Ленинградское высшее политическое училище имени 60-летия ВЛКСМ внутренних войск МВД СССР.
В 1992—1997 годах — студент Пензенского государственного педагогического университета имени В. Г. Белинского (ПГПУ им. В. Г. Белинского).
В 2006 году защитил кандидатскую диссертацию на тему «Кризис системы управления КПСС 1985—1991 годов в Пензенской области».
В 2009 году Олег Мельниченко окончил Пензенский государственный университет по специальности «юрист».

### Карьера
В 1997—2001 годах — преподаватель-стажер, ассистент, старший преподаватель кафедры исторического факультета ПГПУ им. В. Г. Белинского.
В 2001—2004 годах — заместитель главы администрации Железнодорожного района Пензы по социальной политике и взаимодействию с правоохранительными органами.
В 2004—2006 годах — специалист-эксперт аппарата полномочного представителя Президента Российской Федерации в Дальневосточном федеральном округе.
С 2006 года — начальник отдела по связям с общественностью Правительства Пензенской области.
В 2006—2007 годах — начальник Управления по вопросам национальной политики, связям с общественными и религиозными объединениями правительства Пензенской области.
С 2007 года — советник аппарата полномочного представителя Президента Российской Федерации в Приволжском федеральном округе.
В 2007—2008 годах — министр образования и науки Пензенской области.
С 2008 года — вице-губернатор Пензенской области.
В 2008—2009 годах — заместитель председателя Правительства Пензенской области.
С 2009 года — заместитель председателя Правительства — начальник департамента информационной политики и средств массовой информации Пензенской области.
В 2009—2013 годах — помощник полномочного представителя Президента Российской Федерации в Приволжском федеральном округе.
В 2013—2017 годах — заместитель полномочного представителя Президента Российской Федерации в Приволжском федеральном округе.
10 сентября 2017 года избран депутатом Законодательного Собрания Пензенской области VI созыва от Пензенского регионального отделения политической партии «Единая Россия».
С 26 сентября 2017 по 26 марта 2021 года — сенатор Российской Федерации — представитель от законодательного (представительного) органа государственной власти Пензенской области.
24 октября 2017 года члены Комитета Совета Федерации по федеративному устройству, региональной политике, местному самоуправлению и делам Севера единогласно утвердили кандидатуру О. В. Мельниченко в качестве председателя комитета.
26 марта 2021 года назначен временно исполняющим обязанности губернатора Пензенской области.
С 28 сентября 2021 года занимает должность губернатора Пензенской области.

### Работа в Совете Федерации
Избран членом Совета Федерации Федерального Собрания Российской Федерации — представителем от Законодательного Собрания Пензенской области единогласным решением депутатов на первой организационной сессии Законодательного собрания Пензенской области шестого созыва по результатам открытого голосования 26 сентября 2017 года.
В качестве сенатора Российской Федерации выступил автором и соавтором ряда резонансных законопроектов, касающихся организации системы местного самоуправления Российской Федерации, функционирования жилищно-коммунального хозяйства и строительного комплекса.
Совместно с Вячеславом Тимченко выступил инициатором создания и законодательного закрепления нового вида муниципального образования — «муниципальный округ», направленного на совершенствование территориальной организации местного самоуправления. Муниципальный округ, как новый вид муниципального образования, дал возможность небольшим муниципалитетам, при их желании, укрупниться, в случае соответствия ряду определённых критериев, для более эффективного решения вопросов местного значения, в том числе за счёт сокращения затрат на административный аппарат.
Инициировал законопроект о конкретизации понятия «объект индивидуального жилищного строительства», сформулировал правое определение надземного этажа, позволившее преодолеть практику смыслового смешения понятий «общее количество этажей», «этажность» и «количество надземных этажей».
В соавторстве с Андреем Турчаком и Сергеем Неверовым разработал законопроект об инициативном бюджетировании, вовлекающем граждан в процесс управления муниципальным бюджетом. Закон дал право гражданам Российской Федерации участвовать в софинансировании реализации местных проектов, а также принимать участие в определении приоритетных направлений расходования местных бюджетов.
Олег Мельниченко стал автором целого ряда законодательных новелл, защищающих права обманутых дольщиков. К примеру, инициировал законопроект по созданию региональных фондов в субъектах Российской Федерации, достраивающих проблемные объекты на территории регионов России, в том числе за счёт средств федерального бюджета.
Совместно с Андреем Турчаком и Павлом Крашенинниковым стал автором дачной и гаражной амнистии. Законопроекты позволили упростить порядок оформления имущественных прав граждан на индивидуальные жилые и садовые дома, построенные на садовых участках, участках для индивидуального жилищного строительства и ведения личного подсобного хозяйства; а также дали право на бесплатное получение в собственность земельных участков на которых построены гаражи, находящиеся в государственной или муниципальной собственности при условии, возведения объекта, до введения в действие Градостроительного кодекса.
Совместно с Николаем Журавлёвым и Андреем Шевченко был разработан законопроект о комплексном развитии территорий, дающий право перестраивать проблемные районы в городах с преобладающим ветхим и аварийным жильём, нуждающиеся в реновации. Также данный законопроект закрепил правовой механизм защиты прав граждан при их несогласии на преобразование территорий на которых они проживают, либо позволяющий получить финансовую компенсацию, «равноценную» стоимости их жилья (при этом стоимость сносимого жилья оценивается застройщиком КРТ).
Весной 2020 года произошла экологическая катастрофа в городе Норильске. Из-за разгерметизации бака с дизельным топливом на ТЭЦ-3 в Кайеркане произошла утечка более 21 тыс. тонн нефтепродуктов, повлекшая масштабное загрязнение окружающей среды. В результате расследования инцидента было принято решение о компенсации «Норильским Никелем» ущерба, нанесённого экологии и жителям Красноярского края, и выплате рекордной для российского бизнеса суммы в размере более 146 млрд рублей штрафа. Олегу Мельниченко было поручено координировать работу над итоговым документом, регламентирующим взаимодействие ПАО «ГМК Норникель» с администрацией Красноярского края, по преодолению сложившейся кризисной ситуации, а также закрепляющим обязательства компании «Норильский Никель» по реализации комплексных мер восстановления и развития города Норильска до 2024 года и перспективу до 2035 года.

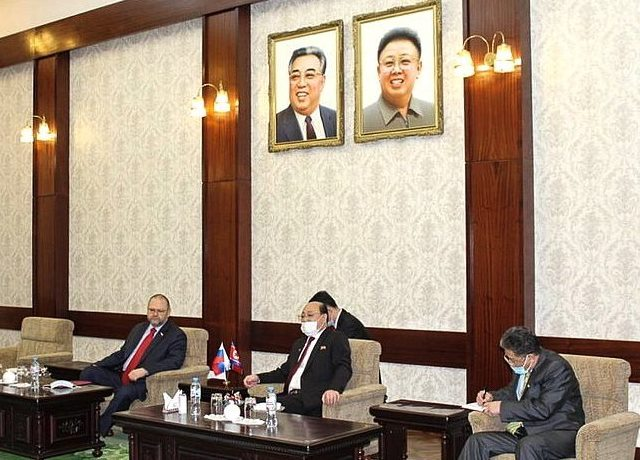
Встреча председателя Комитета Совета Федерации по федеративному устройству, региональной политике, местному самоуправлению и делам Севера Олега Мельниченко с Чрезвычайным и Полномочным Послом КНДР в РФ Син Хон Чхолем

## Губернатор Пензенской области
Президент России Владимир Путин 26 марта 2021 года назначил Олега Мельниченко временно исполняющим обязанности губернатора Пензенской области после досрочного освобождения Ивана Белозерцева от занимаемой должности губернатора Пензенской области в связи с утратой доверия, до вступления в должность лица, избранного губернатором Пензенской области (31 марта Совет Федерации прекратил его сенаторские полномочия).
В качестве основных приоритетов работы Олег Мельниченко обозначил борьбу с тяжёлым коррупционным наследием региона, исполнение национальных проектов, поддержку населения и развитие инфраструктуры региона.
Одними из первых шагов стало создание неформальных органов, призванных наладить диалог в регионе между властью и гражданским обществом: Совета по инвестициям и инновациям, Совета по развитию гражданского общества.
Олег Мельниченко совместно с Андреем Турчаком презентовали проект «Мой благоустроенный двор», реализация которого будет включать в себя ежегодное обновление не менее 30-ти дворовых территорий в областном центре и районах области, схема отбора дворовых территорий для благоустройства будет основана на проведении голосования жителей Пензенской области.
Дмитрий Патрушев и Олег Мельниченко открыли завод по глубокой переработке мяса индейки в Нижнеломовском районе Пензенской области. Это крупнейший в Европе завод, построенный агрохолдингом Дамате. Мощность завода составляет 303 тонны в сутки. Стоимость — 9 млрд рублей. На заводе создано 700 рабочих мест.
23 июля 2021 года во время визита в Пензенскую область Министра промышленности и торговли Российской Федерации Дениса Мантурова было принято решение о создании отдельного промышленного станкостроительного кластера в регионе.
Во время своего визита в Пензенский регион Председатель Совета Федерации Федерального собрания Российской Федерации Валентина Матвиенко и Олег Мельниченко в День знаний посетили Лицей № 14 города Пензы, а также провели совещание с Правительством Пензенской области по теме: «Социально-экономического развития региона». Валентина Матвиенко дала высокую оценку работе руководства субъекта РФ.
28 сентября 2021 года вступил в должность губернатора Пензенской области.

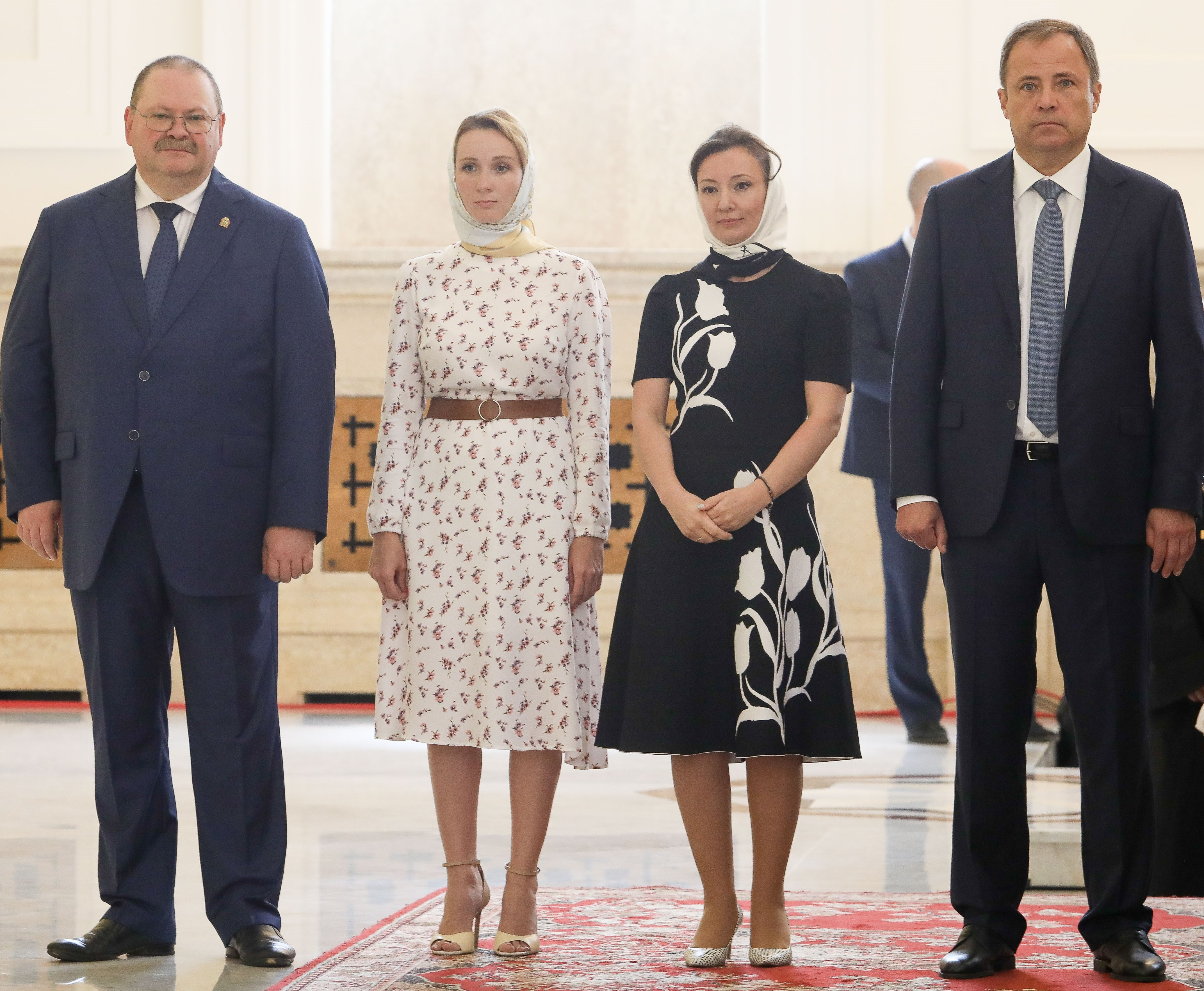
Губернатор Пензенской области О. В. Мельниченко, уполномоченный Президента РФ по правам ребёнка М. А. Львова-Белова, Заместитель председателя Государственной Думы А. Ю. Кузнецова, Полномочный представитель Президента РФ в Приволжском федеральном округе И. А. Комаров на богослужении по освящению Спасского кафедрального собора в г. Пенза

19 июня 2022 года Патриарх московский и всея Руси Кирилл посетил Пензенскую область с официальным визитом. Им был возглавлен великий чин освящения Спасского кафедрального собора в г. Пенза. Патриарх преподнес в дар Спасскому кафедральному собору икону Святителя Николая Чудотворца, также он поблагодарил главу региона за конструктивное сотрудничество и приложенные серьёзные усилия, необходимые для возведения столь грандиозного сооружения.

## Общественная и политическая деятельность
С декабря 2017 года — член Президиума Генерального Совета Всероссийской Политической Партии «Единая Россия».
С мая 2019 года — первый заместитель Председателя Высшего Совета Всероссийской Ассоциации Развития Местного Самоуправления.
С 15 ноября 2021 года член Государственного Совета Российской Федерации.
Входит в состав попечительского совета Фонда развития территорий.
Действительный член Императорского православного палестинского общества.

## Международное сотрудничество
С 23 октября 2018 года — руководитель группы по сотрудничеству Совета Федерации Федерального Собрания Российской Федерации с Верховным Народным Собранием Корейской Народно-Демократической Республики.
Участник консультативного совета по содействию российско-японскому межпарламентскому и межрегиональному сотрудничеству.
Член групп сотрудничества Совета Федерации с верхними палатами парламентов Экваториальной Гвинеи, Словацкой и Чешской республик.
С 25 февраля 2019 года Олег Владимирович Мельниченко представляет Российскую Федерацию в Палате Регионов Конгресса местных и региональных властей Совета Европы.
Начиная с 2018 года в качестве председателя одного из профильных Комитетов Совета Федерации является соорганизатором ежегодного форума регионов России и Беларуси, в рамках которого обсуждаются и принимаются решения, направленные на углубление интеграционных процессов в рамках Союзного государства, а также развитие взаимного сотрудничества и дружеских отношений между Российской Федерацией и Республикой Беларусь. Заместитель сопредседателя межпарламентской комиссии по межрегиональному сотрудничеству с Национальным собранием Республики Беларусь.

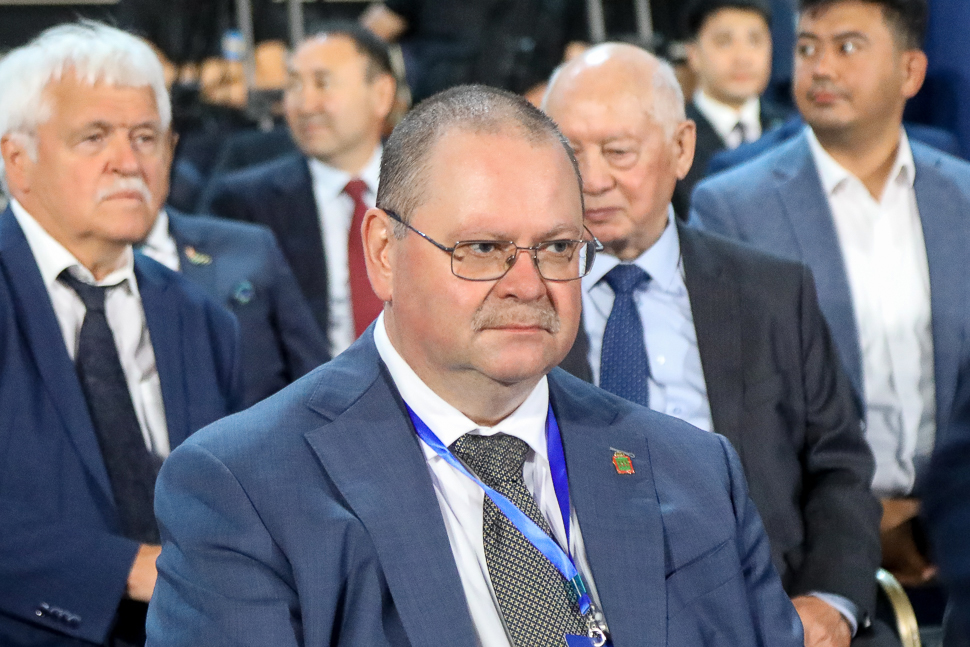
Губернатор Пензенской области О. В. Мельниченко на пленарном заседании Форума «25-летие Астаны. Новые перспективы. Новые возможности»

31 марта 2022 года в ходе официального визита делегации Пензенской области в Республику Беларусь были достигнуты договоренности об укреплении дружеских связей и расширении сотрудничества в экономике, промышленности, сельском хозяйстве и иных сферах деятельности.

## Санкции
24 февраля 2023 года, из-за нападения России на Украину, Госдепом США Мельниченко включён в санкционный список лиц причастных к «осуществлению российских операций и агрессии в отношении Украины, а также к незаконному управлению оккупированными украинскими территориями в интересах РФ», в частности за «призыв граждан на войну в Украине».
1 апреля 2023 года внесён в санкционный список Украины как «глава государственного органа, осуществлявший поддержку/поощрение/публичное одобрение политики РФ, направленной на проведение военных действия и геноцид гражданского населения в Украине».
23 февраля 2024 года внесён в санкционный список стран Евросоюза за причастность к депортации украинских детей в Россию и их усыновление российскими семьями.

На посту губернатора Вячеслав Гладков воспользовался поправками президента Путина к административному законодательству, которые дают ему возможность оставаться у власти ещё несколько лет. Вячеслав Гладков также причастен к незаконной депортации украинских детей в Белгородскую область. За время агрессивной войны в Украине Россия перевезла в Белгородскую область множество украинских граждан. Вячеслав Гладков является одним из ключевых лиц, причастных к насильственной депортации украинских детей в Россию с их последующим незаконным усыновлением российскими семьями. Его действия нарушают права украинских детей и посягают на украинское законодательство и административный регламент.— «Официальный журнал Европейского союза», Брюссель, 23 февраля 2024 года

## Семья
Жена — Наталья Евгеньевна Мельниченко (до замужества — Стародубова), дочь Ирина.

## Классный чин
- Действительный государственный советник Российской Федерации 2 класса[49].

## Награды
- Орден Почёта (20 июля 2023) — за большой вклад в социально-экономическое развитие Пензенской области[50]
- Медаль «Участнику специальной военной операции» (22 июня 2023)[51]
- Медаль «За взаимодействие» (22 марта 2023)[52]
- Медаль «За содействие» (17 марта 2023)[53]
- Почётный знак «За выдающиеся заслуги и личный вклад в области химического разоружения» (15 мая 2023)
- Орден «За заслуги перед Запорожской областью» I степени (9 декабря 2022)[54]
- Медаль «За заслуги» (12 августа 2022)[55]
- Медаль МЧС России «За пропаганду спасательного дела» (2022)
- Благодарность Министерства строительства и жилищно-коммунального хозяйства Российской Федерации (2022)
- Медаль ФССП России «За заслуги» (2022)
- Почётная грамота Совета Федерации Федерального Собрания Российской Федерации (2021)
- Медаль «За заслуги в проведении Всероссийской переписи населения 2021 года»
- Почётная грамота Правительства Российской Федерации (2020) — за большой вклад в развитие российского парламентаризма и активную законотворческую деятельность[56]
- Орден Дружбы (2020) — за большой вклад в укрепление российской государственности, развитие парламентаризма и многолетнюю добросовестную работу
- Благодарность Президента Российской Федерации (2018)
- Медаль «Совет Федерации. 25 лет» (2018)
- Благодарность Председателя Совета Федерации Федерального Собрания Российской Федерации (2018)
- Медаль ордена «За заслуги перед Отечеством» II степени (2015)
- Благодарность Президента Российской Федерации (2012)
- Благодарность Председателя Совета Федерации Федерального Собрания Российской Федерации (2009)
- Благодарность Полномочного представителя президента Российской Федерации в Приволжском федеральном округе (2008)
- Благодарственное письмо Президента Российской Федерации
- Медаль «90 лет ИНО-ПГУ-СВР»
- Медаль «90 лет ВЧК-КГБ-ФСБ 1917—2017»
- Медаль «200 лет внутренним войскам МВД России»
- Медаль «За вклад в развитие уголовно-исполнительной системы России» II степени
- Медаль «В память 800-летия Нижнего Новгорода»
- Орден «За заслуги перед Пензенской областью» II степени
- Орден «За заслуги перед Запорожской областью» II степени (2023)[57]
- Почётный знак Губернатора Пензенской области «Во славу земли Пензенской»
- Заслуженный юрист Пензенской области
- Почётный знак Законодательного Собрания Пензенской области
- Почётная грамота Законодательного Собрания Пензенской области
- Почётный работник высшего профессионального образования Российской Федерации (2007)
- Орден Святого благоверного князя Даниила Московского I степени[58]
- Медаль «100 лет образования Татарской Автономной Советской Социалистической Республики»
- Медаль государственной корпорации «Росатом» «75 лет атомной отрасли России»
- Медаль «140 лет со дня рождения Ф. Э. Дзержинского»
- Медаль «Ю. В. Андропов „За верность родине“ ВЧК-КГБ-ФСБ»
- Медаль ДОСААФ России «Первый трижды Герой Советского Союза А. И. Покрышкин»
- Медаль «95 лет ДОСААФ»
- Почётная грамота начальника Военной академии Генерального штаба Вооружённых Сил Российской Федерации
- Почётная грамота Командующего войсками Центрального военного округа
- Почётный памятный знак Орден Великого князя Сергия Александровича